# 佳山三花
佳山 三花（かやま みか、1982年10月13日 - ）は、日本の元グラビアアイドル、元女優、元AV女優。旧芸名：小田 有紗（おだ ありさ。後述も参照）。

## 来歴・人物
神奈川県出身。2004年、小田 有紗の芸名でグラビアアイドルとしてデビュー。当時の所属事務所はアンカー。7月には、竹書房よりイメージビデオと写真集『touch me,baby』が発売される。2006年には、女優として『クール・ディメンション』にて映画初出演。
2007年9月30日、秋葉原のイベント出演を最後に芸能活動停止。11月12日、アンカーから体調不良等の理由による芸能界引退が発表された。
2008年10月、佳山 三花に改名し、11月1日発売の『パーフェクト』でMUTEKIよりAVデビュー。この改名・デビューについて、本人・メーカー側からは公式に明言していないが、雑誌『SPA!』2008年12/23・1/6号（1230号）掲載のMUTEKIについて取り上げた記事で、「小田有紗が佳山三花に改名してデビュー」という旨の記述がなされている。また、AVデビューした頃のアンカーウェブサイトでは、はっきりと同一人物であるという旨の記述はしていないものの、「同一人物ではないか?」という問い合わせがあった事や活動・マネジメントについて同事務所とは無関係である旨を明記した上で、AVデビューについて「焦燥の念にかられている」という旨の記述をしている。
2009年には、嵐を呼ぶスーパーガールへメーカー移籍し、その後S1 NO.1 STYLE専属AV女優として活動。秋には、お笑い芸人のカンニング竹山、同じくS1専属女優のみひろとともにパーソナリティを務めるラジオ番組『パコパコ☆イカnight』（S1提供番組）が開始。
2010年6月にはアダルトビデオ初の3D作品として『3D×佳山三花 立体映像で魅せる極上BODYセックス』が発売された。
2011年2月18日付更新のブログで引退を発表。同日発売の雑誌『TENGU』4月号でも引退記事が掲載。記事内インタビューでは、引退について半年前から決めていたこと、引退後は「物作り」の勉強をしていくことを明らかにしている。2月22日発売の雑誌『FLASH』3月8日号（通巻1133号）の袋とじグラビアにおいても引退を発表。3月19日発売の『佳山三花FINAL 最後で最高のイカセ技、全部見せます』をもってAV引退。AV引退後も、しばらくインターネットテレビ番組『パコパコ☆イカnight2』（先述ラジオ番組の続編）の配信が行われたが、5月30日配信の第6回が最後となった。
趣味は、買い物・カラオケ。特技は、空手（黒帯）・バスケットボール。兄が1人いる。

## 出演

### テレビドラマ
- アキハバラ@DEEP 第10、11話（大怪我で入院したダルマ（演：日村勇紀）が呼んだセクシーなナースコスプレイヤーのひとり）
- 信濃のコロンボ事件ファイル11・埋もれ火（2006年、吉岡由利（殺されてしまう女子大生））

### 映画
- クール・ディメンション（2006年）
- マラニカ〜堕ちる女〜（2007年）- ゆうばり国際ファンタスティック映画祭2006 オフシアターコンペティション入選作品
- トウキョウ・守護天使（2007年）

### オリジナルビデオ
- SCANDAL SHOT（2005年）
- Next Phase〜君からの贈り物〜（2006年、マリ）
- 水着スパイ〜SPY GIRLS〜（2007年）
- 新任女教師 20th ひとりぼっちの献身（2010年）
- 虜 TORIKO（2010年）
- エロ怖い怪談 第四之怪 呪幻（2010年12月17日[6]）
- 雀神（2010年、中〈あたる〉）

### テレビ番組
- Let's ゲートボール（テレビ埼玉）
- 悩殺×女神（MONDO21）
- Stylish Commander（MONDO21）
- REZM（MONDO21）

#### インターネットテレビ
- 野田義治のセクシーマガジン #29（GyaO）
- スターチャット.TV
- パコパコ☆イカnight（2010年 - 2011年5月30日配信分、DMM.com）

### ラジオ
- パコパコ☆イカnight（2009年10月放送分 - 2011年5月30日配信分、文化放送→DMM.com）

### その他
- でちゃう!ガールズ（2005年 - 2007年）…活動当時のプロフィール（インターネットアーカイブ2006年1月17日付保存キャッシュより）

## 作品

### イメージビデオ
小田有紗名義
- cuteblue EX（2004年3月、レイフル）
- touch me, baby（2004年7月、竹書房）
- 寸止め（2004年10月、ベガファクトリー）
- B-chick（2005年1月、日本メディアサプライ）
- EIGHT（2005年4月、レイフル）
- SCANDAL SHOT（2005年5月、竹書房）
- Hold me, Tight!（2005年7月、竹書房）
- Chik-Dol（2005年10月、日本メディアサプライ）
- diamonds（2005年12月、日本メディアサプライ）- 神楽坂恵と共演
- もっと・・・魅体!（2006年1月、GPミュージアム）
- EIGHT（2006年3月、レイフル）- 神楽坂恵と共演
- Aroma〜薫る肌〜（2006年4月、ラインコミュニケーションズ）
- kiss me, baby…（2006年7月、竹書房）
- Drama-Chick（2006年10月、日本メディアサプライ）
- convex（2007年1月、ジーオーティー）
- 妄想日和（2007年5月、ベガファクトリー）

佳山三花名義
- Secret The World（2008年12月、Air control）
- PLAY HIDE SEEK（2009年6月、彩文館出版） ISBN 978-4-7756-0402-1
- エロキュート（2010年2月、オルスタックピクチャーズ）
- COMPLETE BOX 佳山三花（DVD・写真集、2010年4月、GOT） ISBN 978-4-86084-739-5
- BEST COLLECTION 佳山三花（同上、2010年5月、GOT） ISBN 978-4-86084-743-2

### アダルトビデオ
※すべて佳山三花名義。撮りおろし作品のみ。
2008年
- パーフェクト（11月1日、MUTEKI）
- ダイナマイト（12月1日、MUTEKI）

2009年
- グラマラス（1月1日、MUTEKI）
- LOVE AND THE City（2月13日、嵐を呼ぶスーパーガール）
- UNFORGETTABLE（3月13日、嵐を呼ぶスーパーガール）
- STRAWBERRY（4月13日、嵐を呼ぶスーパーガール）
- SEX of DESTINY（5月13日、嵐を呼ぶスーパーガール）
- LOVE BLIND（6月13日、嵐を呼ぶスーパーガール）
- DOUBLE CAST（7月13日、嵐を呼ぶスーパーガール）
- 芸能人×ギリモザ エスワン解禁（8月19日［DVD］/9月1日［Blu-ray］、エスワン）
- 芸能人×ギリモザ 誘惑コスプレFUCK（9月19日、エスワン）
- 芸能人×ギリモザ 暴走する肉体ロマン（10月19日、エスワン）
- 芸能人×ギリモザ 女教師 放課後の秘蜜（11月19日［DVD］/12月1日［Blu-ray］、エスワン）
- 芸能人×ギリモザ 美しく淫らに燃えるセックス（12月19日、エスワン）

2010年
- フェロモン・ナースの淫行（1月19日、エスワン）
- 轟沈アクメ 脳髄から狂わせて（2月19日、エスワン）
- 芸能人×オチンチン入れて エスワン解禁（レンタル専用・2月24日、エスワン）
- 交わる体液、濃密セックス（3月19日、エスワン）
- 隣のドスケベ若奥様（4月19日、エスワン）
- 3D×佳山三花 立体映像で魅せる極上BODYセックス（6月7日［DVD］/9月7日［Blu-ray］、エスワン）
- イヤラしいカラダ NO.1STYLE（7月16日、エスワン）、監督カンパニー松尾
- 爆乳どS家庭教師（8月19日、エスワン）
- 極美映像 ハリウッド基準で魅せる超高画質セックス（9月19日［DVD］/同［Blu-ray］、エスワン）、監督南★波王
- 美しい痴女の接吻と性交（10月19日、エスワン）、監督二村ヒトシ
- 乱れ撃ち!肉弾ピストン（11月19日、エスワン）
- 二人きりの不倫旅行（12月19日、エスワン）

2011年
- 秘密捜査官の女 洗脳された巨乳諜報員（1月19日、エスワン）
- SSS-BODY 女のカラダは嘘をつかない汗の量で選ぶ（2月13日、E-BODY）
- 佳山三花FINAL 最後で最高のイカセ技、全部見せます。（3月19日、エスワン）、監督南★波王

共演作品
- エスワンTV THE芸能界 ヤリすぎ生放送!（2010年1月7日［DVD］/2010年2月1日［Blu-ray］、エスワン）

共演：吉沢明歩、藤浦めぐ、麻美ゆま、月見栞、桜ここみ、桐原エリカ、大空かのん、戸田アイラ
- THE芸能界エロすぎ大乱交 エスワンTV 裏ちゃんねる（2010年4月7日［DVD］/2010年5月1日［Blu-ray］、エスワン）

共演：戸田アイラ、吉沢明歩、麻美ゆま、藤浦めぐ、大空かのん、桐原エリカ、桜ここみ、月見栞
- エロティック・エデン 淫靡な裸体のエスコート（2010年6月18日［DVD］/2010年7月1日［Blu-ray］、エスワン）

共演：初音みのり、桜ここみ、藤浦めぐ
- 全部見せますエスワンTV9時間完全保存版（2010年9月19日、エスワン）

共演：吉沢明歩、麻美ゆま、藤浦めぐ、月見栞、桜ここみ、桐原エリカ、大空かのん、戸田アイラ
- 交わる体液、濃密セックス特別編 美獣たちの淫猥な性交（2010年10月7日、エスワン）

共演：初音みのり、桜ここみ、藤浦めぐ

## 写真集
小田有紗 名義
- touch me,bady（2004年7月22日、竹書房、撮影：三輪憲亮）ISBN 978-4-8124-1752-2
- lip stick（2004年12月、音楽専科社、撮影：高橋生建）ISBN 978-4-87279-176-1
- Hold me,Tight!（2005年7月9日、竹書房、撮影：木村晴）ISBN 978-4-8124-2247-2
- kiss me,baby・・・（2006年7月21日、竹書房、撮影：矢西誠二）ISBN 978-4-8124-2803-0

佳山三花 名義
- Secret The World（2009年1月、GOT、撮影：篠原潔）ISBN 978-4-86084-554-4
- PLAY HIDE SEEK（2009年5月、彩文館出版、撮影：上野勇）ISBN 978-4-77560-397-0
- 増刊 佳山三花（2009年12月22日、GOT）※雑誌『TENGU』2010年2月号増刊として発売。